# South African National Defence Force
Le Forze di Difesa Nazionale del Sud Africa, ufficialmente "South African National Defence Force" (in afrikaans Suid-Afrikaanse Nasionale Weermag), sono l'insieme delle forze armate del Sudafrica (Esercito, Aeronautica, Marina e il Servizio Sanitario Interforze).

## Composizione
Il comandante del SANDF è nominato direttamente dal Presidente del Sudafrica tra uno dei tre reparti (esercito, marina aeronautica). La struttura operativa attuale è nata nel 1994 con l'adozione di una nuova politica civile e bellica, a seguito della caduta dell'apartheid.
È composta da:
- South African Army
- South African Navy
- South African Air Force